# 台灣律師制度
台灣律師制度，即中華民國的律師制度，是中華民國司法體系下規範律師資格、執業與管理的制度。律師在台灣屬於自由業者，需通過國家考試並經登錄後始得執業。其角色包括民事、刑事與行政訴訟代理人，以及提供法律諮詢、仲裁與調解等服務。

## 資格取得
依《律師法》規定，成為律師必須通過律師高等考試，並完成實習與登錄程序。考試由考選部舉辦，內容涵蓋民法、刑法、行政法、憲法等。實習期滿後，須向所屬地方法院登錄，取得律師證書後方可執業。

## 律師公會
台灣實行強制加入律師公會制度。每位律師必須加入執業地區的地方法律公會，並成為全國律師聯合會會員。公會負責律師的登錄、紀律、進修與權益保障等事務。

## 律師業務
律師得代理當事人進行訴訟、仲裁與調解程序，並提供法律意見。近年來亦積極參與公益案件與社會教育活動。某些特定領域，如智慧財產權、金融法與兩岸法律事務，也需具備特殊專業能力。

## 紀律與懲戒
律師違反職業倫理或法律者，可能面臨懲戒處分，包括警告、停權、除名等。紀律由所屬律師公會提報，經懲戒委員會審理後作成決議。

## 國際交流
台灣律師制度逐漸與國際接軌，部分律師亦具備外國律師資格，參與跨國訴訟與國際仲裁案件。此外，與日本、美國、新加坡等地的律師團體亦有交流與合作。